# Тарасовка (Бобровицкий район)
Тарасовка (укр. Тарасівка) — бывшее село в Бобровицком районе Черниговской области Украины. Село было подчинено Озерянскому сельсовету.

## История
По состоянию на 1989 год нежилое. Решением Черниговского областного совета от 22.12.1995 года село снято с учёта, в связи с переселением жителей.

## География
Было расположено юго-западнее села Озеряны. По состоянию местности на 1989 год было изображено как урочище, где расположены монумент и братская могила. Западнее расположено кладбище.